# Breakin' Point
Breakin' Poinnt es el séptimo álbum de estudio de Peter Bjorn and John. Fue lanzado el 10 de junio de 2016. Una versión anterior del bonus track "High Up" fue lanzado en el álbum compilatorio Volym 2 de la compañía discográfica INGRID en 2015.

## Lista de canciones
| N.º | Título                     | Duración |  |
| 1.  | «Dominos»                  | 3:16     |  |
| 2.  | «Love Is What You Want»    | 3:52     |  |
| 3.  | «Do-Si-Do»                 | 3:46     |  |
| 4.  | «What You Talking About?»  | 2:59     |  |
| 5.  | «Breakin' Point»           | 3:29     |  |
| 6.  | «A Long Goodbye»           | 3:45     |  |
| 7.  | «Nostalgic Intellect»      | 3:54     |  |
| 8.  | «In This Town»             | 3:31     |  |
| 9.  | «Hard Sleep»               | 3:14     |  |
| 10. | «It's Your Call»           | 2:44     |  |
| 11. | «Between The Lines»        | 3:02     |  |
| 12. | «Pretty Dumb, Pretty Lame» | 3:22     |  |

Bonus tracks de la edición deluxe

| Deluxe edition bonus tracks |               |          |  |
| N.º                         | Título        | Duración |  |
| 13.                         | «Bad Taste»   | 2:52     |  |
| 14.                         | «Stuck»       | 3:42     |  |
| 15.                         | «Spoken Word» | 5:23     |  |

Demos extras de la edicion deluxe

| Deluxe edition bonus demos |                                          |          |  |
| N.º                        | Título                                   | Duración |  |
| 1.                         | «High Up»                                | 2:59     |  |
| 2.                         | «What You Talking About?» (versión demo) | 3:47     |  |
| 3.                         | «It's Your Call» (versión demo)          | 2:57     |  |
| 4.                         | «A Long Goodbye» (versión demo)          | 3:31     |  |
| 5.                         | «Breakin' Point» (versión demo)          | 3:34     |  |